# Байгуловське сільське поселення
Байгу́ловське сільське поселення (рос. Байгуловское сельское поселение) — муніципальне утворення у складі Козловського району Чувашії, Росія. Адміністративний центр — село Байгулово.
Станом на 2002 рік до складу Байгуловської сільської ради входили також присілки Піженькаси та Янтіково, пізніше передані до складу Андрієво-Базарського сільського поселення.

## Населення
Населення — 757 осіб (2019, 877 у 2010, 1154 у 2002).

## Склад
До складу поселення входять такі населені пункти:
| Населений пункт            | Населення, осіб (2002) | Населення, осіб (2010) |
| -------------------------- | ---------------------- | ---------------------- |
| Байгулово, село            | 997                    | 778                    |
| Верхнє Байгулово, присілок | 157                    | 99                     |